# Harun Farocki

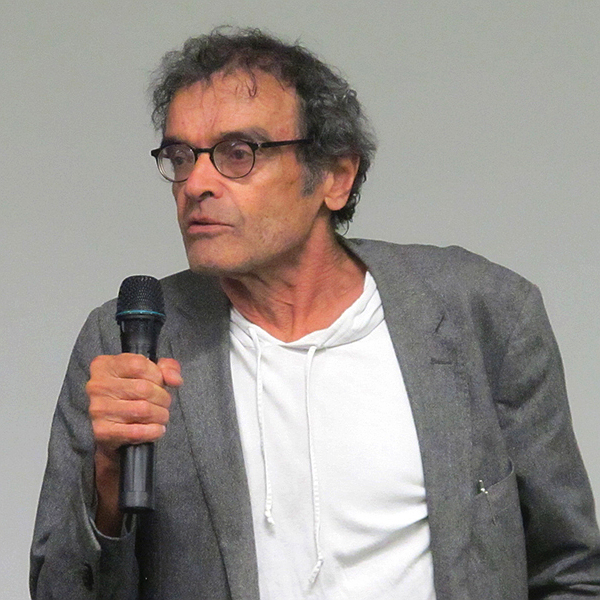
Harun Farocki (in Moskau, 2013)

Harun Farocki (* 9. Januar 1944 als Harun El Usman Faroqhi in Neutitschein; † 30. Juli 2014 in der Nähe von Berlin) war ein deutscher Filmemacher, Autor und Hochschuldozent für Film. Er gehörte zu den wichtigen Essayfilmern und hat mehr als 90 Filme realisiert.

## Leben
Harun Farocki wurde als Sohn des in den 1920er Jahren nach Deutschland eingewanderten indischen Arztes Abdul Qudus Faroqhi und seiner Frau Lili in Neutitschein in Mähren geboren. Er wuchs in Indien und im heutigen Indonesien, später in Bad Godesberg und ab 1958 in Hamburg auf. Während seiner Zeit in Bad Godesberg besuchte er das Aloisiuskolleg.
1962 ließ sich Harun Farocki in West-Berlin nieder und betrieb mit Dimitrius Boyksen und Natias Neutert zunächst die Galerie „zinke“ als öffentlichen Dichtertreffpunkt, bevor er von 1966 bis 1968 im ersten Jahrgang an der Deutschen Film- und Fernsehakademie Berlin (dffb) studierte. Von 1974 bis 1984 war er Redakteur der Zeitschrift Filmkritik. Gemeinsam mit Hanns Zischler inszenierte er 1976 Heiner Müllers Stücke Die Schlacht und Traktor im Theater Basel. In den Jahren 1993 bis 1999 war er Dozent an der University of California, Berkeley, seit 2000 an der dffb und der Universität der Künste Berlin. Ab 2004 unterrichtete er an der Akademie der bildenden Künste Wien.
In den 2000er Jahren schuf Harun Farocki eine Reihe von künstlerischen Arbeiten, die im Ausstellungs- und Museumskontext gezeigt werden, unter anderem Installationen über Gefängnisse oder auch Shopping-Malls. 2006 kuratierte er zusammen mit seiner Frau Antje Ehmann in Wien die Ausstellung Kino wie noch nie, die 2007 in Berlin gezeigt wurde. An der Documenta 12 (Kassel 2007) nahm Harun Farocki mit der Medieninstallation Deep Play (2007) teil. Farocki kuratierte diverse Filmprogramme, z. B. eine Filmreihe im Museum Moderner Kunst Stiftung Ludwig Wien (2005) mit Werken von Rosa von Praunheim, Werner Schroeter, Klaus Wildenhahn und anderen.
Farocki war der Lehrer des Regisseurs Christian Petzold an der Deutschen Film- und Fernsehakademie Berlin und beeinflusste dessen Werk nachhaltig. Die beiden wurden Freunde und in den folgenden zwanzig Jahren war Farocki bei vielen Drehbüchern Petzolds Co-Autor und seine Essays eine wichtige Inspiration. Ihr letztes gemeinsames Werk ist der Film Phoenix aus dem Jahr 2014.
Ein letztes großes von Farocki initiiertes Projekt war Eine Einstellung zur Arbeit. Begonnen 2011 gemeinsam mit seiner Frau Antje Ehmann, die das Projekt auch nach seinem Tod weiterführte, bestand das Konzept darin, dass die Teilnehmenden 1 bis 2 Minuten lange Videofilme zum Thema „Arbeit“ realisieren, und zwar Filme in einer einzigen Einstellung, also ohne Schnitt. Ausgehend von weltweit mehr als zwanzig Workshops, wurden inzwischen einige Hundert Filme realisiert, die in zahlreichen Ausstellungen präsentiert wurden und in einem Netzkatalog für Streaming zur Verfügung stehen.

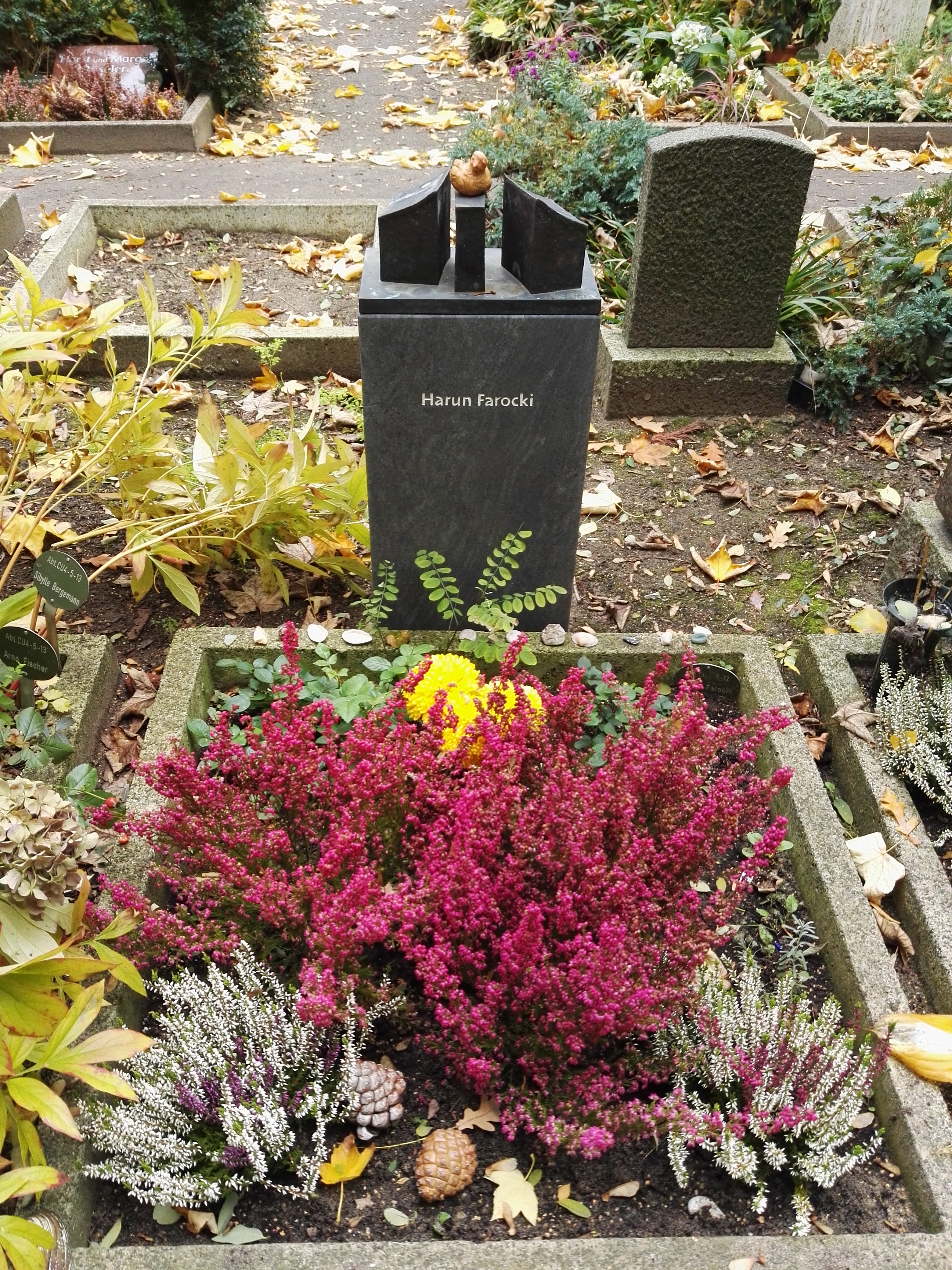
Grabstätte

Farocki starb am 30. Juli 2014 im Alter von 70 Jahren in der Nähe von Berlin. Seine letzte Ruhestätte fand Farocki auf dem Friedhof der Dorotheenstädtischen und Friedrichswerderschen Gemeinden im Berliner Ortsteil Mitte. Im September 2015 gründeten Freunde des Filmemachers das Harun Farocki Institut (HaFI) als „Plattform zur Erforschung von Farockis visueller und diskursiver Praxis und als flexible Struktur für neue Projekte“ in Berlin.
Farockis Schwester ist die Orientalistin Suraiya Faroqhi.

## Werke

### Filme (Auswahl)
(R = Regie, S = Schnitt, B = Drehbuch, P = Produktion, D = Darsteller)
- 1966: Jeder ein Berliner Kindl (R, B)
- 1967: Der Wahlhelfer (R, B)
- 1967: Die Worte des Vorsitzenden (R, B)
- 1969: Nicht löschbares Feuer (R)
- 1970: Die Teilung aller Tage (R, B und S gemeinsam mit Hartmut Bitomsky)
- 1971: Eine Sache, die sich versteht (R und B gemeinsam mit Hartmut Bitomsky sowie P)
- 1975: Erzählen (R und B gemeinsam mit Ingemo Engström)
- 1975: Auf Biegen oder Brechen (B gemeinsam mit Hartmut Bitomsky; Regie: Bitomsky)
- 1978: Zwischen zwei Kriegen (R, S, B, P)
- 1981: Etwas wird sichtbar (R, B, P)
- 1983: Ein Bild
- 1983: Jean-Marie Straub und Danièle Huillet bei der Arbeit an einem Film nach Franz Kafkas Romanfragment „Amerika“ (R)
- 1984: Klassenverhältnisse (D; Regie: Straub-Huillet)
- 1985: Betrogen (R, B)
- 1986: Wie man sieht (R, B, P)
- 1987: Bilderkrieg (R)
- 1987: Die Schulung
- 1989: Bilder der Welt und Inschrift des Krieges (R, B, P)
- 1990: Leben: BRD (R, B, P)
- 1991: Videogramme einer Revolution (R und B gemeinsam mit Andrei Ujica sowie P)
- 1993: Was ist los? (R, B) (Im Rahmen der Berliner Kunstaktion zum SchwundgeldKnochengeld)
- 1994: Die Umschulung
- 1995: Arbeiter verlassen die Fabrik
- 1995: Schnittstelle
- 1996: Bewerbungen (TV) (R, B)
- 1996: Der Auftritt
- 1997: Stilleben (R, B)
- 1997: Nach dem Spiel (P)
- 1998: Worte und Spiele
- 2000: Die innere Sicherheit (B gemeinsam mit Christian Petzold; Regie: Petzold)
- 2000: Gefängnisbilder (R, B)
- 2001: Auge/Maschine I [ 25 Min.] (R, B, P)
- 2001: Die Schöpfer der Einkaufswelten (R, B)
- 2002: Auge/Maschine II [15 Min.]
- 2003: Auge/Maschine III [16 Min.]
- 2003: Erkennen und Verfolgen (R, B, P)
- 2004: Nicht ohne Risiko (R, B, P)
- 2005: Die Hochzeitsfabrik (P)
- 2005: Gespenster (B gemeinsam mit Christian Petzold; Regie: Petzold)
- 2006: Am Rand der Städte (P)
- 2007: Aufschub (R, P)
- 2009: Zum Vergleich (R, B)
- 2009/2010: Ernste Spiele I–IV, Videoserie
- 2012: Ein neues Produkt[10]
- 2013: Sauerbruch Hutton Architekten
- 2014: Phoenix (B gemeinsam mit Christian Petzold; Regie: Petzold)

### Filme auf DVD
- 2009: Filme 1967 – 2005. absolut MEDIEN. ISBN 978-3-89848-969-0. (Insgesamt zwanzig Filme auf fünf DVDs.)

### Hörspiele und Features (Auswahl)
- 1973: Subjekt? – Objekt? Aus dem Leben des Rentners W. – Ein Porträt (WDR)
- 1974: Berufsarbeit und Entfremdung – Sechs Studien zum Bewußtsein abhängig Arbeitender
- 1976: Barfüßiges Denken. Berufstätige zu ihrer Arbeit (WDR)
- 1976: Gespräche mit Zeitgenossen (WDR)
- 1976: Das große Verbindungsrohr, Regie: Walter Adler (WDR)
- 1977: Das hohe Fenster oder Das Halsband des Todes. Eine Montage, Regie: Otto Düben (SDR)
- 1978: So long good-bye (WDR)

### Schriften (Auswahl)
- Das große Verbindungsrohr und Wie man sieht. In: Die Republik, Nummer 76–78 vom 9. September 1986. Texte im Zusammenhang mit den Filmen Zwischen zwei Kriegen und Wie man sieht.
- Gemeinsam mit Kaja Silverman: Von Godard sprechen. Vorwerk 8, Berlin 1998, ISBN 3-930916-18-5. Aus dem Englischen übersetzt von Roger M. Buergel. Mit einem Vorwort von Hanns Zischler. Neuausgabe als Schriften, Bd. 2. Hrsg. von Doreen Mende. Verlag der Buchhandlung Walther König, Köln 2018, ISBN 978-3-96098-224-1
- Nachdruck / Imprint. Texte / Writings. Hrsg. von Susanne Gaensheimer, Nicolaus Schafhausen. Ins Amerikanische übers. von Laurent Faasch-Ibrahim. Bearbeitet von Volker Pantenburg. Vorwerk 8, Berlin 2001, ISBN 978-3-930916-41-2.
- Rote Berta Geht Ohne Liebe Wandern. Strzelecki Books, Köln 2009, ISBN 978-3-9812714-8-5, Publikation anlässlich der Ausstellung Harun Farocki – Ausstellung und Filmprogramm im Museum Ludwig. Autobiographisch, Beschreibung der Entstehung einiger seiner Werke.
- Zehn, zwanzig, dreißig, vierzig. Fragment einer Autobiografie (= Schriften. Bd. 1. Hrsg. von Marius Babias, Antje Ehmann). Verlag der Buchhandlung Walther König, Köln 2017, ISBN 978-3-96098-223-4.
- Meine Nächte mit den Linken. Texte 1964–1975 (= Schriften. Bd. 3. Hrsg. von Volker Pantenburg). Verlag der Buchhandlung Walther König, Köln 2018, ISBN 978-3-96098-225-8.
- Ich habe genug!. Texte 1976–1985 (= Schriften. Bd. 4. Hrsg. von Volker Pantenburg). Verlag der Buchhandlung Walther König, Köln 2019, ISBN 978-3-96098-226-5.
- Unregelmäßig, nicht regellos. Texte 1986–2000 (= Schriften. Bd. 5. Hrsg. von Tom Holert). Verlag der Buchhandlung Walther und Franz König, Köln 2021, ISBN 978-3-96098-990-5.
- Lerne das Einfachste!. Texte 2001–2014 (= Schriften. Bd. 6. Hrsg. von Volker Pantenburg). Verlag der Buchhandlung Walther und Franz König, Köln 2022, ISBN 978-3-7533-0325-3.

## Dokumentarfilm
- Modell / Realität – Christoph Hübner im Gespräch mit Harun Farocki, Deutschland 2004, 60 Min., aus der Reihe Dokumentarisch arbeiten, Buch und Regie: Christoph Hübner und Gabriele Voss, Produktion: ARD, WDR, ZDF und 3sat, Erstausstrahlung: 20. Februar 2005 auf 3sat, Angaben vom WDR zum Film (Memento vom 4. November 2005 im Internet Archive)

## Gespräche, Interviews
- Tilman Baumgärtel: Der kleine Ausschlag für eine große Entscheidung – Interview mit Harun Farocki über den deutschen Herbst. In: Libertad! Förderverein Libertad! e. V., 16. September 2011, archiviert vom Original am 16. September 2011; abgerufen am 8. Oktober 2019 (Originalwebseite nicht mehr verfügbar).
- „Obdachlose am Flughafen. Sprache und Film, Filmsprache“, Jungle World, 8. November 2000, Nr. 46, Harun Farocki im Gespräch mit Rembert Hüser (Memento vom 30. September 2007 im Internet Archive).
- Interview mit Farocki in „Was war links?“, vierteilige Dokumentarreihe von Andreas Christoph Schmidt, Teil 4, Kunst und Klassenkampf. 2003, 4 × 60 Minuten.
- „Bilder wie eine Flaschenpost“, taz, 1. Juli 2008, Harun Farocki im Interview von Stefan Reinecke, Christian Semler über das KZ Westerbork.
- Von '68 lernen heißt sehen lernen. In: Tagesspiegel. 14. Juli 2009 (Online)., Harun Farocki im Interview von Patrick Wildermann.
- „Ich hätte nie was anderes gemacht“, Jungle World, Nr. 32, 7. August 2014, Harun Farocki im Interview von Philipp Goll über „Die Worte des Vorsitzenden“.
- „Sie nennen es Arbeit“, brand eins, Archiv 2012, Harun Farocki im Interview von Peter Laudenbach.

## Ausstellungen
- Sprengel Museum, Hannover: Nicht ohne Risiko (29. März bis 2. August 2009)
- Museum Ludwig, Köln: Harun Farocki – Ausstellung und Filmprogramm (31. Oktober 2009 bis 7. März 2010)
- SEVEN SCREENS, OSRAM Art Projects, München: Umgießen. Variation zu opus 1 von Tomas Schmit (20. Mai bis 21. November 2010)
- Kunsthaus Bregenz, Bregenz, Österreich: Weiche Montagen / Soft Montages (23. Oktober 2010 bis 9. Januar 2011)
- Art-Space Pythagorion, Pythagorion, Samos Griechenland: Harun Farocki – Zwischen Auge und Hand (20. Juli 2012 bis 20. September 2012)
- Edith-Russ-Haus, Oldenburg: Harun Farocki – Spiel und Spielregeln (12. April 2013 bis 9. Juni 2013)
- Städtische Galerie im Lenbachhaus, München: Playtime (15. März bis 29. Juni 2014). Ausgestellte Werke: Ein neues Produkt (2012), Die Bewerbung (1997)
- Hamburger Bahnhof, Berlin: Harun Farocki: Ernste Spiele. Vierteilige Videoprojektion (6. Februar 2014 bis 18. Januar 2015)[11]

## Auszeichnungen
- 1995: Adolf-Grimme-Preis für Die Umschulung
- 2002: Peter-Weiss-Preis der Stadt Bochum (Laudatio von Rembert Hüser)
- 2006: Herbert-Quandt-Medien-Preis für den Dokumentarfilm „Nicht ohne Risiko“
- 2009: ARTE-Dokumentarfilmpreis für seinen Film „Zum Vergleich“
- 2009: Wilhelm-Loth-Preis 2009[12]
- 2012: Sonderpreis zum Roswitha Haftmann-Preis
- 2015: Special mention bei der Biennale di Venezia 2015.